# Fly from here
Fly from here is een studioalbum van Yes.

## Geschiedenis
Het was het eerste studioalbum in tien jaar van die band. De aanloop naar het album was lang. In 2008 wilde sommige bandleden uit het begin weer een tournee houden. Er diende zich een probleem aan. De zanger Jon Anderson kampte met gezondheidsproblemen en wilde (mede daardoor) niet aan een lange verbintenis vastzitten. Hij schreef daarover wel, dat hij respectloos aan de kant was gezet. Rick Wakeman zag een grote toer ook niet zitten. Voor Anderson werd een vervanger gevonden in de Canadees Benoît David. Voor Rick Wakeman vond men als plaatsvervanger Oliver Wakeman, zoon van Rick. Toen het er naar uitzag dat de band de geluidsstudio in zou gaan voor een nieuw album bestond de band uit David, Howe, Squire, Wakeman en White.
De leider van Yes, Squire, was kennelijk niet tevreden over Wakeman, die een andere klank in zijn hoofd had. Hij maakte de start van de opnamen nog wel mee (vandaar dat zijn naam nog wordt genoemd), maar werd vervangen door Downes. Muziekproducent Trevor Horn was net als Downes eerder lid van The Buggles en het duo maakte rond 1980 enige tijd deel uit van Yes. Het album verscheen op 22 juni 2011 op Frontiers Records. De band ging door met toeren maar David hield het niet vol tot het eind; hij werd vervangen door de zanger Jon Davison uit Glass Hammer, een band waarvan de muziek sterke gelijkenis vertoont met die van Yes.
Pas na drie jaar kwam er nieuw studiowerk uit van Yes: Heaven & earth.

## Muziek
Toen de definitieve samenstelling van de band bekend was, ontstond er verdeeldheid onder de Yesfans. De samenstelling Horn, Howe, Squire, Downes en White was eerder verantwoordelijk voor het album Drama. Dat album is een curiosum in de discografie van de band. Het wordt door de meeste Yesfans met de nek aangekeken, het zou niet voldoen aan de Yesstandaard. Een andere groep vindt Drama juist een van de betere albums, mede vanwege de heldere productie van Horn destijds. De muziek van Drama leunde zwaar op de muziek van The Buggles, twee nummers van hun laatste elpee werden overgenomen.
Bij het uitkomen van Fly from here bleek de angst van sommige fans bewaarheid. De muziek van Fly me here lijkt meer op de muziek van The Buggles, dan op de muziek van Yes. Uiteraard ontbreken de vaste Yesitems niet, zoals de zang en basgitaar van Squire en de gitaarsoli van Howe. Dat kon echter niet verhullen dat twee tracks al deels gereed waren toen The Buggles in 1981 kwamen met hun laatste album Adventures in modern recording. Fly from here is een uitgewerkte We can fly from here. Riding the tide werd omgebouwd tot Life on a filmset. Het opvallende daarbij is dat zowel We can fly from here en Riding the tide afgekeurd werden voor Adventures. De nummers werden alleen bekend omdat ze in een later stadium als bonustrack op Adventures verschenen.
De kritiek op het album werd nog opgevoerd, sommige fans vonden ook de platenhoes van Roger Dean beneden de maat.

### Musici
Yes:
- Benoît David – zang
- Steve Howe – gitaar, achtergrondzang, gezamenlijke eerste zangstem op Hour of need
- Chris Squire – basgitaar, achtergrondzang, eerste zangstem op The man you always wanted me to be
- Geoff Downes – toetsinstrumenten
- Alan White – slagwerk

Met:
- Oliver Wakeman – toetsinstrumenten op We can fly, We can fly (reprise) en Hour of need
- Trevor Horn – achtergrondzang, toetsinstrumenten, gitaar op Sad night at the airfield
- Luís Jardim – percussie
- Gerard Johnson – piano on The man you always wanted me to be

## Muziek
Track 12 uit onderstaand overzicht komt alleen voor op de Japanse persing.

| Nr. | Titel                                             | componist                                        | Duur |
| --- | ------------------------------------------------- | ------------------------------------------------ | ---- |
| 1.  | Fly from here (Overture)                          | Horn, Downes                                     | 1:53 |
| 2.  | We Can Fly                                        | Horn, Downes, Squire                             | 6:00 |
| 3.  | Fly from Here (part 2: Sad night at the airfield) | Horn, Downes                                     | 6:41 |
| 4.  | Fly from here (part 3: Madman at the screens)     | Horn, Downes                                     | 5:16 |
| 5.  | Fly from here (part 4: Bumpy ride)                | Howe                                             | 2:15 |
| 6.  | Fly from here (part 5: We can fly (reprise))      | Horn, Downes, Squire                             | 1:44 |
| 7.  | The man you always wanted me to be                | Squire, Johnson, Simon Sessler                   | 5:07 |
| 8.  | Life on a film set                                | Horn, Downes                                     | 5:01 |
| 9.  | Hour of need                                      | Howe                                             | 3:07 |
| 10. | Solitaire                                         | Howe                                             | 3:30 |
| 11. | Into the storm                                    | Squire, Oliver Wakeman, Howe, Horn, David, White | 6:54 |
| 12. | Hour of need (Full-length version)                | Howe                                             | 6:45 |

## Hitlijsten
De naam Yes zorgde er nog altijd voor dat het album goed verkocht werd. In diverse landen kwam het album in de albumlijsten voor; een hoogste plaats was weggelegd voor Duitsland, alwaar het de 16e plaats haalde. De Verenigde Staten (hoogste plaats 36) en het Verenigd Koninkrijk (30) bleven daarbij achter.

### Album Top 100
| Hitnotering: 9 juli t/m 14 augustus 2011 | Hitnotering: 9 juli t/m 14 augustus 2011 | Hitnotering: 9 juli t/m 14 augustus 2011 | Hitnotering: 9 juli t/m 14 augustus 2011 | Hitnotering: 9 juli t/m 14 augustus 2011 | Hitnotering: 9 juli t/m 14 augustus 2011 | Hitnotering: 9 juli t/m 14 augustus 2011 |
| Week:                                    | 1                                        | 2                                        | 3                                        | 4                                        | 5                                        |                                          |
| ---------------------------------------- | ---------------------------------------- | ---------------------------------------- | ---------------------------------------- | ---------------------------------------- | ---------------------------------------- | ---------------------------------------- |
| Positie:                                 | 43                                       | 77                                       | 73                                       | 92                                       | 95                                       | uit                                      |